# Попович, Марина Лаврентьевна
Мари́на Лавре́нтьевна Попо́вич (Васи́льева; 20 июля 1931, хутор Леоненки Велижского района Западной области — 30 ноября 2017, Краснодар) — советский военный лётчик-испытатель 1-го класса, заслуженный мастер спорта СССР, 102-кратный рекордсмен мира. Полковник-инженер. Кандидат технических наук. Член Союза писателей России.

## Биография
Марина Лаврентьевна Васильева родилась, по официальным данным, 20 июля 1931 года в Велижском районе Западной области (ныне Смоленская область), на хуторе Леоненки, в семье Лаврентия Федосовича Коровкина-Васильева и Ксении Логиновны Щербаковой.
Детство Марины прошло в деревне Самусенки. В семье было пятеро детей, но после несчастья со старшей сестрой Зоей, которая трагически погибла, старшей стала Марина.
Отец перегонял плоты по Западной Двине, но при этом увлекался музыкальным искусством, сам делал скрипки и хорошо играл.

«Мой папа был скрипачом, с детских лет я с ним выступала на концертах (играла на маленьких цимбалах), а дядя Карп — на баяне. Такой был у нас семейный инструментальный ансамбль. Поэтому родители и родственники были уверены: моё будущее — музыка», — позже вспоминала она.

Сестра Марины Валентина окончила консерваторию, стала впоследствии дирижёром в театре. Двое братьев матери были лётчиками; война подсказала и ей сделать выбор в пользу лётного искусства. В начале Великой Отечественной войны семью эвакуировали в Новосибирск, но позже она вспоминала:

Мы жили под Смоленском, в небольшом городке Велиже. Нас постоянно бомбили, вот тогда я и насмотрелась ужасов войны… После этого в партизаны ушли мои двоюродные братья Миша и Володя Иванутины, которым было по 9–12 лет. Память войны она очень крепкая… Так вот, почему я хотела летать. Я хотела отомстить фашистам. Отомстить. Но пока я росла, фашистов не стало, а желание научиться летать — осталось.

Для поступления в авиационное училище, в 1947 году, у неё было множество препятствий, одно из них — малый рост (1,50 метра).

«Мои ноги не доставали до педалей. Тогда я поставила себе цель — вытянуть ноги. Я нашла альпинистские цапли и просила, чтобы меня подвешивали вниз головой. В результате, то ли я подросла (мне было 16 лет), то ли помогли мои занятия, но мой рост увеличился до 1,61 метра и путь в аэроклуб стал открыт. Сначала я прыгала с парашютом, а потом стала летать», — вспоминала она.

Другим препятствием был пол: хотя в годы Великой Отечественной войны летало немало женщин, но после войны началась эра реактивной авиации и женщин перестали зачислять в авиационные училища.

Третьей проблемой был слишком юный возраст — 16 лет, для чего Васильева «приписала» себе лишних 6 лет. Марина добилась приёма у заместителя Председателя Совета министров СССР К. Е. Ворошилова и получила разрешение на зачисление; так она обрела возможность стать профессиональным лётчиком.
Летать Марина Васильева начала в 1948 году. В 1951 году она окончила авиационный техникум в Новосибирске, после чего работала инженером-конструктором на заводе имени Коминтерна (1951—1953). По окончании Центральной лётно-технической школы ДОСААФ в Саранске (позже — Московский филиал Киевского авиационного института) она некоторое время работала там инструктором, а с 1958 года стала лётчиком-инструктором в Центральном аэроклубе имени В. П. Чкалова. Чтобы получить право управлять истребителем, она добилась приёма на военную службу, а позже окончила Ленинградскую академию гражданской авиации.
В 1955 году Марина вышла замуж за будущего лётчика-космонавта СССР Павла Поповича, в браке с которым прожила 30 лет.
С 1960 года Марина Попович стала овладевать техникой пилотирования на реактивных самолётах. В 1962 году она была приглашена в качестве кандидата в космонавты и проходила медицинское обследование в составе второй группы космонавтов, но в отряд взята не была.
В 1964 году М. Л. Попович стала единственной в стране военной лётчицей-испытателем 1-го класса. Стала командиром корабля Ан-12 в ГНИКИ ВВС. Именно она первой из советских женщин-лётчиков-испытателей МиГ-21 преодолела звуковой барьер (за что в западной прессе получила прозвище «мадам МиГ»). В течение следующих нескольких лет она установила 102 мировых рекорда, в частности, на самолёте «РВ» (Як-25РВ). Первый из них, на скорость, был установлен в Брно на чешском самолёте Л-29, после чего, как отмечает ИТАР-ТАСС, «рекорды стали „обычной работой“ лётчицы».
Летом 1965 года на самолёте Як-25РВ с двумя турбореактивными двигателями установила мировой рекорд скорости полётов самолётов данного класса, пройдя замкнутый двухтысячекилометровый маршрут со средней скоростью 737,28 км/ч. 20 сентября 1967 года Попович побила мировой рекорд американки Жаклин Кокран, пролетев на самолёте Як-25РВ по маршруту Волгоград — Москва — Астрахань — Волгоград 2510 км и превысив рекорд на 344 км.
13 её рекордов зарегистрированы в международной авиационной ассоциации (ФАИ). Десять мировых рекордов было завоёвано ею в качестве командира воздушного корабля-гиганта Ан-22 «Антей»; она стала единственной в мире женщиной-лётчицей, пилотировавшей самолёт такого класса. В последнем рекордном полёте экипаж, возглавляемый Попович, преодолел расстояние в 1000 км со скоростью, превышающей 600 км/ч, с грузом 50 тонн.
В 1969 году защитила диссертацию на соискание ученой степени кандидата технических наук. Тема диссертации — «Увеличение дальности полета за счет ламинаризации и методика летных испытаний самолётов с управлением ламинированным обтеканием».
В 1979—1984 годах Попович работала ведущим лётчиком-испытателем в ОКБ Антонова в Киеве. В ноябре 1983 года лётчиками-испытателями Мариной Попович и Сергеем Максимовым на Ан-72 были установлены мировые рекорды максимальной высоты полёта — 13 410 метров, и высоты горизонтального полёта — 12 980 метров, для самолётов этого класса.
В возрасте 53 лет завершила лётную карьеру, за время которой она налетала 5600 часов, освоила более 40 типов самолётов и вертолётов, испытывала авиационную технику в ГК НИИ ВВС имени В. П. Чкалова и КБ О. К. Антонова (в том числе по пяти видам самолётов — в качестве ведущего лётчика-испытателя).
Позже занимала пост президента лётной ассоциации «ВЕРСТО» в Тушино, возглавляла авиакомпанию «Конверс Авиа» при Министерстве авиационной промышленности, работала в центре А. Е. Акимова, занимающемся изучением «торсионных полей».
Писатель, автор 14 книг.
Энтузиаст и исследователь в сфере уфологии.
Последние годы жила с мужем в Мостовском районе Краснодарского края, где супруги в 2013 году купили участок земли и построили дом. Вела активный образ жизни, принимала участие в жизни района. Утром 30 ноября 2017 была госпитализирована в межрайонный кардиологический центр Краснодара. Скончалась 30 ноября 2017 года в Краснодаре. Похоронена с воинскими почестями 4 декабря 2017 года на Федеральном военном мемориальном кладбище.

### Общественная деятельность
- М. Л. Попович была активисткой КПРФ, участницей женского движения «Надежда России». Сейчас быть в КПРФ — это как в партизанском отряде. Моя цель — отстоять отечественную авиацию. Эти же цели у коммунистов. Нынешнее время — бесплодно, его символ — уничтоженный Буран[20],

— заявила она в интервью «Советской России» в 2010 году.
- С 2007 по 2013 год М. Л. Попович являлась вице-президентом Международного Центра Рерихов.
- Попович занимала пост проректора НОУ ВПО «Институт управления» (Архангельск) по патриотическому воспитанию молодёжи.
- Являлась действительным членом Платоновской Академии наук (Франция), Петровской Академии наук и искусств (Санкт-Петербург), Международной Духовной Академии и членом Академии проблем безопасности, обороны и правопорядка[13].

### Личная жизнь
- Первый муж — Павел Романович Попович (1930—2009), лётчик-космонавт СССР. Дважды Герой Советского Союза. Генерал-майор авиации. Развелись в 1980-е годы.
  - Дочери (обе окончили МГИМО):
    - Наталья Павловна (род. 04.1956) и
    - Оксана Павловна (род. 1968).
    - Внуки:
      - Татьяна
      - Александра
      - Майкл (родился в Англии)[6][21].
- Второй муж — Борис Александрович Жихорев (род. 1948), военный летчик, генерал-майор авиации в отставке[10]. Заместитель председателя Центрального совета «Союза советских офицеров», председатель Московской областной организации ССО.

## Награды и звания
- 1985 — Орден Трудового Красного Знамени (12.02.1985)
- 1958 — Орден «Знак Почёта» (31.07.1958)
- Заслуженный мастер спорта СССР
- 1972 — Золотая авиационная медаль ФАИ — за распространение аэронавтических знаний[13]
- 2004 — Лауреат Национальной премии общественного признания достижений женщин «Олимпия» Российской Академии бизнеса и предпринимательства[22].

В ряде газетных и интернет-публикаций указано, что Попович имела звание Героя Социалистического Труда, а сама лётчица появлялась на публике и фотографировалась для печати с медалью «Серп и Молот» на груди. На самом деле, законными органами власти СССР это звание Попович не присваивалось, а награду с таким названием она получила в 2001 году, к своему 70-летию, из рук Сажи Умалатовой.

## Книги
М. Л. Попович — член Союза писателей России. Среди изданных ею книг:
- «Прыжок в небо»
- 1972 — «Старт над облаками» (в сборнике «Жизнь — вечный взлёт»)
- 1981 — «Хождение за два Маха»
- «Сёстры Икара»
- 1988 — «Автограф в небе»
- 2003 — «НЛО над планетой Земля»
- «УФО-гласность»
- 2007 — «Магия неба»
- «Наедине с небесами» (в соавторстве с Б. А. Жихоревым)
- «Система передачи информации» (в соавторстве с В. Поповой и Л. Андриановой)
- «Письма внеземных цивилизаций» (в соавторстве с В. Поповой и Л. Андриановой)
- «Я — лётчик. Воспоминания и размышления» (2011)[26]
- «Жизнь — вечный взлёт» (в соавторстве с Т. Б. Кожевниковой).

## Фильмография
М. Л. Попович — автор киносценариев:

| Год  |   | Название       | Примечание |
| ---- | - | -------------- | ---------- |
| 1983 | ф | «Букет фиалок» | сценарист  |
| 1974 | ф | «Небо со мной» | сценарист  |

## Память
7 мая 2018 года памятник, посвящённый Марине Попович, открыт на территории испытательного центра, расположенного на военном аэродроме «Чкаловский» в Московской области.
Именем Марины Попович названа звезда в созвездии Рака.
Её именем будет названа улица районного центра Мостовского Краснодарского края.
Пионерская дружина Саранской средней школы № 36 носила имя М. Л. Попович.

## Документалистика
Документальный фильм «Разлучённые небом». Первый канал, Студия «Встреча», 2010 г.